# Sportjahr 1862
Liste der Sportjahre

◄◄ | ◄ | 1858 | 1859 | 1860 | 1861 | Sportjahr 1862 | 1863 | 1864 | 1865 | 1866 | ► | ►►

Weitere Ereignisse

## Ereignisse

### Bergsteigen
- 30. Juni: Abraham Roth und Edmund von Fellenberg besteigen mit den Führern Johann Bischoff, Kaspar Blatter, Christian Lauener und Gilgian Reichen erstmals das 3.643 m hohe Doldenhorn in den Berner Alpen.
- 18. Juli: Nachdem Johann Jakob Weilenmann vergeblich auf seinen Bergführer Nicodemus Klotz gewartet hat, besteigt er den 3.550 m hohen Großen Ramolkogel in den Ötztaler Alpen im Alleingang als Erster.
- 18. Juli: Thomas Stuart Kennedy, William und C. Wigram mit den Führern Jean-Baptiste Croz und Johann Kronig besteigen erstmals die 4.357 m hohe Dent Blanche in den Walliser Alpen.
- 23. Juli: H. B. George, Christian Almer, Ulrich Kaufmann und Adolphus Warburton Moore gelingt die Erstbesteigung des Gross Fiescherhorn in den Berner Alpen.
- 30. Juli: Das Täschhorn, mit 4.491 m der zweithöchste Gipfel der Mischabelgruppe in den Walliser Alpen, wird durch Stefan und Johannes Zumtaugwald, J. Llewelyn Davies, J.W. Hayward und Peter-Josef Summermatter erstmals bestiegen.

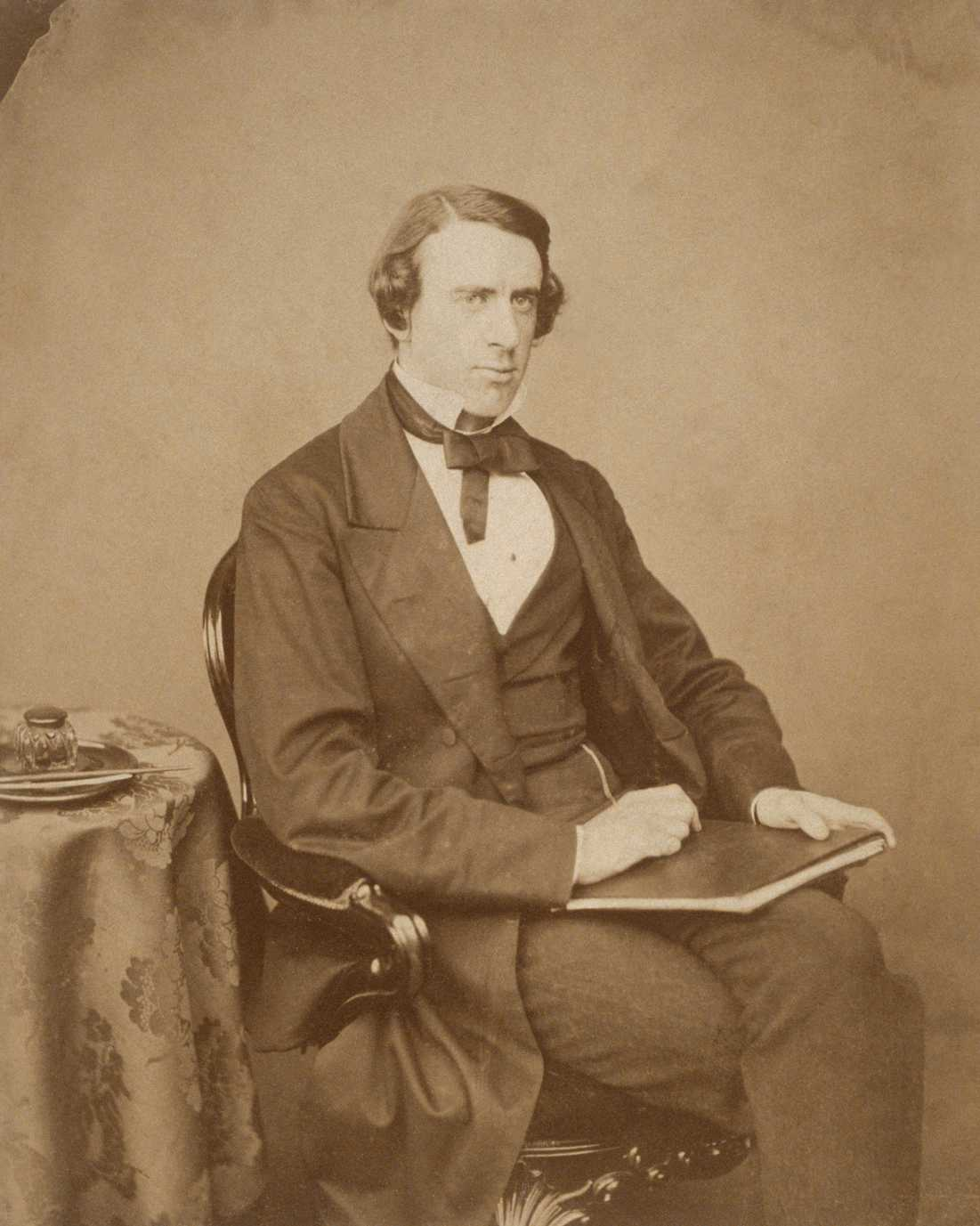
Leslie Stephen um 1860

- 23. August:  Leslie Stephen, Thomas Stuart Kennedy, Thomas Cox und Melchior Anderegg erreichen als erste Menschen den Gipfel des Monte Disgrazia.
- 19. November: Der Österreichische Alpenverein wird auf Anregung der Studenten Paul Grohmann und Edmund von Mojsisovics als erster Bergsteigerverband des europäischen Festlands und damit als zweitältester der Welt nach dem britischen Alpine Club gegründet.

- Der Alpenverein Austria wird gegründet.
- Josef Anton Specht besteigt als erster namentlich bekannter Mensch mit einem Bergführer die Schaufelspitze in den Stubaier Alpen.
- Der Afrikaforscher Heinrich Barth besteigt während einer Griechenlandreise als erster Mensch den Olymp, er erreicht jedoch nicht dessen Hauptgipfel Mytikas.

### Boxen
- Jem Mace verteidigt seinen Titel als englischer Meister gegen Tom King. Im gleichen Jahr siegt King jedoch in einem Rückkampf und wird damit neuer Schwergewichtsmeister.

### Fechten
- Der Fechtclub Hannover von 1862 wird gegründet, der erste deutsche Fechtclub, der allerdings noch stark vom militärischen Fechten geprägt ist.

### Fußball
- November: Der Fußballclub Notts County wird gegründet.
- 29. Dezember: Der FC Sheffield und der FC Hallam tragen erstmals ein Fußballspiel im 1855 erbauten Cricket-Stadion an der Bramall Lane in Sheffield aus, dem ältesten heute noch bespielten Fußballstadion der Welt.

### Golf
- Old Tom Morris kann seinen Vorjahressieg beim Open Championship in Prestwick wiederholen. Er gewinnt mit 13 Schlägen Vorsprung, ein Rekord, der erst im Jahr 2000 von Tiger Woods gebrochen wird.

### Leichtathletik
- 27. Oktober: Der US-Amerikaner Lewis Bennett stellt einen neuen Weltrekord im Stundenlauf von 18.379 m auf.

### Pferderennen
- „Wildrose“ gewinnt das 29. Union-Rennen auf dem Tempelhofer Feld.

### Polo
- Der Calcutta Polo Club, der älteste noch existierende Polo-Club der Welt, wird von britischen Soldaten in Indien gegründet.

### Rudern
Oxford gewinnt am 12. April das 19. Boat Race gegen Cambridge in einer Zeit von 24′04″.
Der London Rowing Club gewinnt den Grand Challenge Cup der Henley Royal Regatta in London.

### Schach

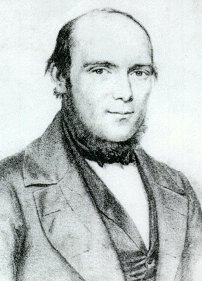
Adolf Anderssen

- 16. bis 28. Juni: Im Rahmen der Great London Exposition findet ein prominent besetztes Schachturnier in London statt, das Adolf Anderssen aus Preußen vor seinem Landsmann Louis Paulsen gewinnt. Dabei wird unter anderem die bekannte Partie Dubois – Steinitz, London 1862, gespielt.
- Max Lange gewinnt den Kongress des Westdeutschen Schachbundes, das erste bedeutende deutsche Schachturnier.

### Segeln
- Der australische Yachtclub Royal Sydney Yacht Squadron wird gegründet.

### Sportschießen

Zinnmedaille Bundesschießen Frankfurt 1862

- 13. bis 21. Juli: Der im Vorjahr gegründete Deutsche Schützenbund führt in Frankfurt am Main das Erste Deutsche Schützenfest durch. An 100 Schießständen kommen 8.000 Schützen aus 9 Nationen zusammen. Das Bundesschießen soll in Zukunft alle drei Jahre stattfinden.

### Turnen
- 22. Januar: Der Turnverein Bozen 1862 wird im Gasthof „Kaiserkrone“ gegründet. Hugo von Goldegg wird erster Vorsitzender, Turnlehrer ist der Innsbrucker Anton Schiestl. Am 11. April wird der Verein behördlich genehmigt.

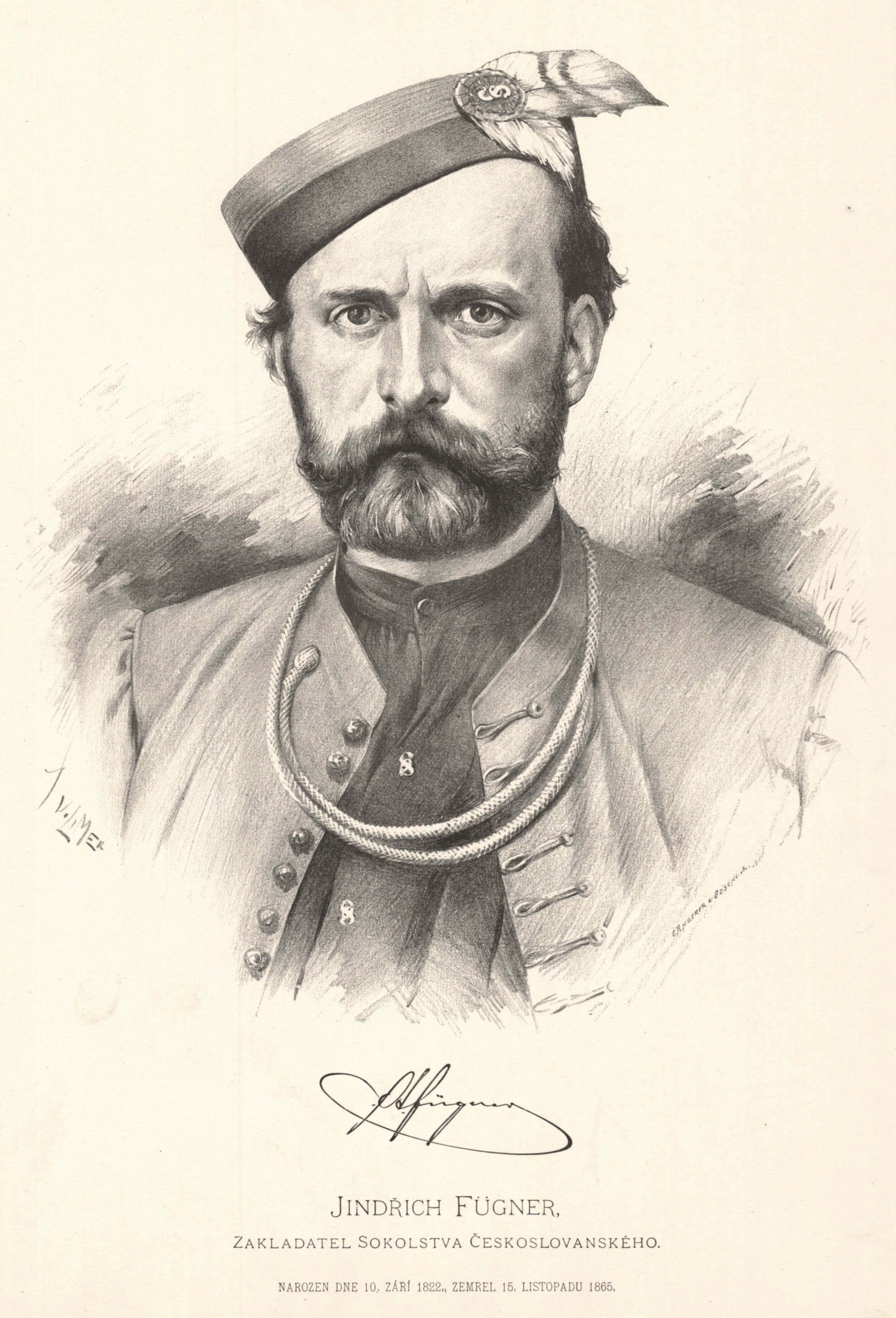
Fügner in Sokoluniform, Zeichnung Jan Vilímek

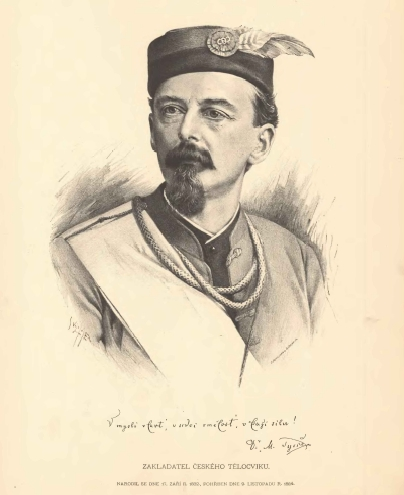
Tyrš in der Sokoluniform, Zeichnung Jan Vilímek

- 12. Februar: Miroslav Tyrš gründet gemeinsam mit Jindřich Fügner in Prag nach dem Vorbild der deutschen Turnbewegung die erste slawisch-nationale Turnbewegung Sokol.
- 1. Mai: Der Hamburg-St. Pauli Turnverein 1862 wird durch eine Fusion des MTV in Hamburg von 1852 mit dem TV in St. Pauli und vor dem Dammthore von 1860 gegründet.
- 20. Juni: Der TV Konstanz wird gegründet.
- 18. Juli: In Abensberg wird der TSV Abensberg gegründet.
- 4. August: Der Buxtehuder Turn- und Sportverein wird gegründet.
- 20. August: Der Turnverein Weinheim wird gegründet.
- 30. Oktober: In Hermannstadt in Österreich-Ungarn (heute Rumänien) wird der Hermannstädter Turnverein gegründet.

- Der MTV zu Buxtehude wird gegründet.
- Der TSV Friedberg wird gegründet.
- Der TSV Grünwinkel wird gegründet.
- Der TV Langen wird mit 24 Mitgliedern gegründet.
- Der Turnverein Sindelfingen wird gegründet.
- Der VfL Pfullingen wird gegründet.
- Der Tg 1862 Rüsselsheim wird gegründet.

### Wintersport
- 22. Januar: Im norwegischen Trysil findet eine Skilaufveranstaltung statt, in deren Rahmen erstmals eine Skisprung-Konkurrenz durchgeführt wird.

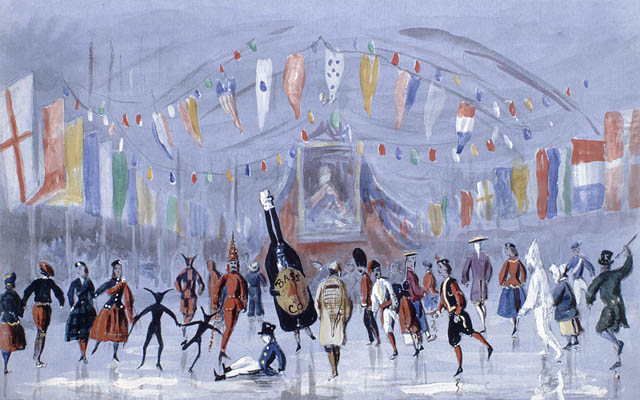
Ball auf dem Victoria Rink, 1865

- 24. Dezember: Der vom am 9. Juni gegründeten Victoria Skating Club erbaute Victoria Skating Rink in Montreal wird eröffnet. In den Wintermonaten finden hier öffentliches Eislaufen, Eishockey und andere Eissportarten statt.

## Geboren

### Erstes Halbjahr
- 01. Januar: Joe Warbrick, neuseeländischer Rugbyspieler († 1903)
- 30. Januar: Alfred Stabell, norwegischer Sportschütze († 1942)

- 02. Februar: Émile Coste, französischer Fechter († 1927)
- 17. Februar: Eugen Schmidt, dänischer Leichtathlet, Sportschütze und Tauzieher († 1931)
- 27. Februar: Anastasios Metaxas, griechischer Architekt und Schießsportler († 1937)

- 05. März: Siegbert Tarrasch, deutscher Schachgroßmeister († 1934)
- 06. März: Thomas Ray, britischer Stabhochspringer († unbekannt)
- 16. März: Cecil Haig, britischer Degenfechter († 1947)
- 21. März: Arthur Carnell, britischer Sportschütze († 1940)

- 21. April: John B. Thayer, US-amerikanischer First-Class Cricketspieler († 1912)

- 05. Mai: Jules Dubois, französischer Radrennfahrer († 1928)
- 28. Mai: Henry Slocum, US-amerikanischer Tennisspieler († 1949)

- 3. Juni: Gaston Rivierre, französischer Radrennfahrer († 1942)
- 16. Juni: Olaf Frydenlund, norwegischer Sportschütze († 1947)
- 23. Juni: Bruno Götze, deutscher Radsportler († 1913)
- 28. Juni: Takano Sasaburō, japanischer Kendōka († 1950)

### Zweites Halbjahr
- 05. Juli: Horatio Caro, englischer Schachspieler († 1920)
- 22. Juli: Cosmo Duff Gordon, britischer Sportfechter († 1931)

- 08. August: Philipp Strauch, russischer Segler († 1924)
- 16. August: Amos Alonzo Stagg, US-amerikanischer American-Football-Spieler und -Trainer und Sportmanager († 1965)
- 20. August: Jesse Carleton, US-amerikanischer Golfspieler († 1921)
- 21. August: Franz Eduard Matras, österreichischer Sportfunktionär und Manager († 1945)
- 23. August: Jan Kotrč, tschechischer Schachspieler, Schachkomponist und Publizist († 1943)

- 11. Oktober: Fleetwood Varley, britischer Sportschütze († 1936)
- 16. Oktober: Hermann von Gottschall, deutscher Schachspieler († 1933)
- 18. Oktober: Henry Leaf, britischer Rackets- und Cricketspieler († 1931)

- 22. November: Herbert Duncan, britischer Radrennfahrer und Journalist († 1945)
- 09. Dezember: Hugo Winzer, deutscher Eiskunstläufer († 1937)
- 12. Dezember: Hersz Salwe, polnischer Schachmeister († 1920)
- 15. Dezember: Jack Dempsey, irischer Boxweltmeister († 1895)
- 22. Dezember: Connie Mack, US-amerikanischer Baseballspieler und -manager († 1956)
- 25. Dezember: Raoul de Boigne, französischer Sportschütze († 1949)
- 27. Dezember: William Cropper, britischer Fußball- und Cricketspieler († 1889)
- 28. Dezember: Jules Bury, belgischer Sportschütze († unbekannt)

## Gestorben
- 29. Mai: Henry Thomas Buckle, britischer Historiker und Schachspieler (* 1821)
- 3. September: Hon’inbō Shūsaku, japanischer Go-Spieler (* 1829)

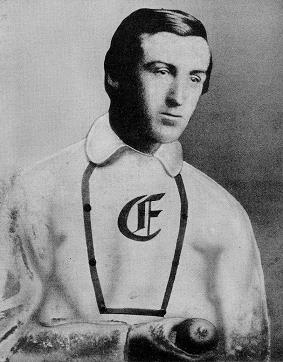
Jim Creighton

- 18. Oktober: Jim Creighton, US-amerikanischer Baseball- und Cricketspieler (* 1841)